# Malnutrició
La malnutrició és un terme general emprat per descriure una condició sanitària causada per una inadequada o insuficient alimentació i nutrició; per una alimentació incorrecta que resulta d'una assimilació deficient, una dieta pobra o una sobrealimentació. En funció dels nutrients que es troben de manera deficient o en excés en la dieta, poden produir-se una sèrie de trastorns de la nutrició.

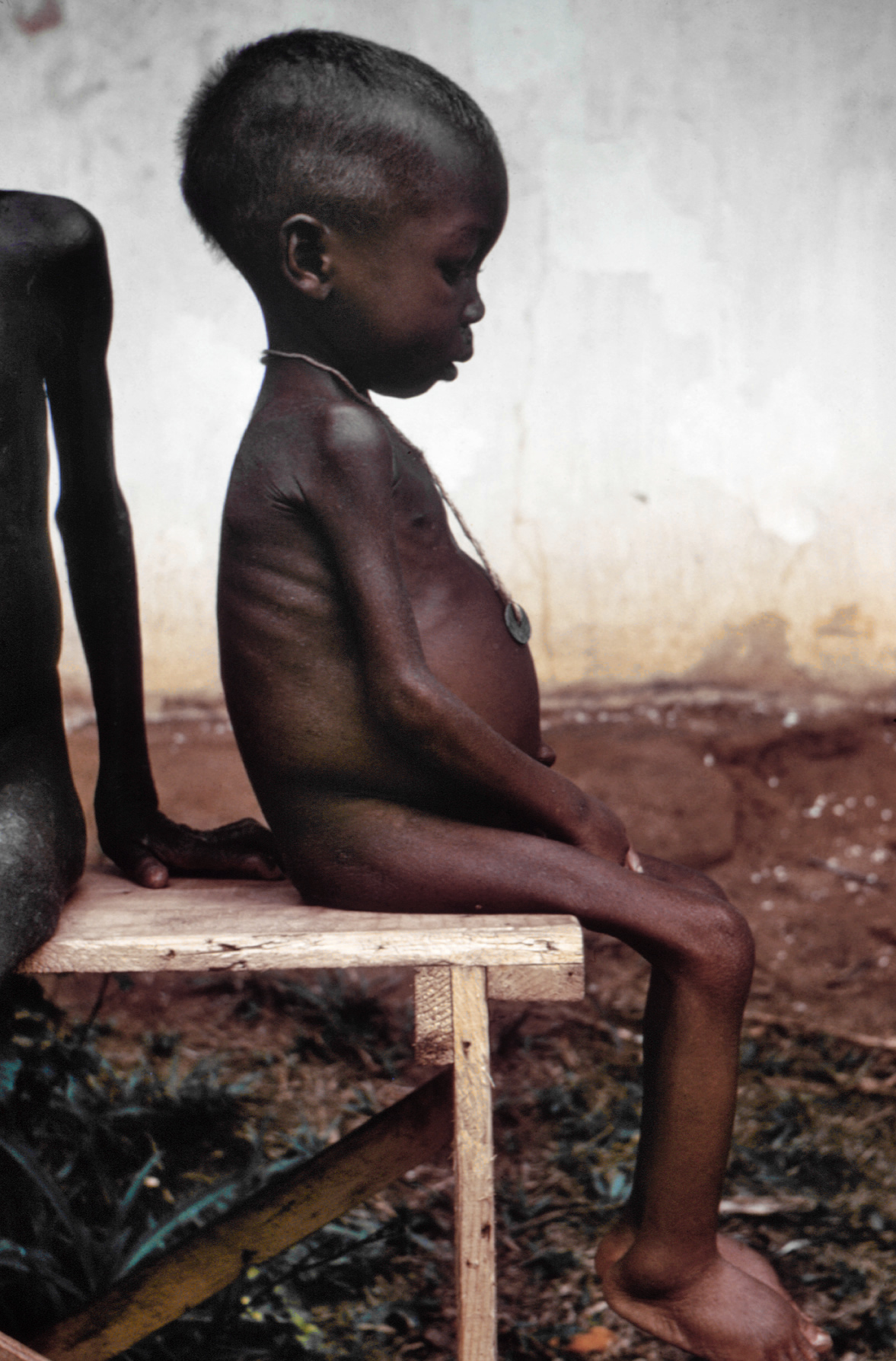
Nena amb símptomes importants de desnutrició. La fotografia, de finals dels anys 60, mostra un dels molts casos de kwashiorkor trobats en els campaments de refugiats nigerians durant la guerra entre Nigèria i Biafra.

L'Organització Mundial de la Salut esmenta la fam com la més greu amenaça per al món de la salut pública. La desnutrició és, de molt, el major contribuent a la mortalitat infantil, present en la meitat dels casos de mort. La malnutrició, en la forma de la manca de iode és la causa més comuna de deficiència o retard mental, la reducció del quocient intel·lectual del món amb una estimació de mil milions de punts. La millora en l'estat de nutrició de la població és l'acció que, de manera majoritària, es considera com la forma més eficaç d'ajuda davant d'aquest problema.
La malnutrició és el resultat d'una alimentació incorrecta, ja sigui per alimentació deficitària, una sobrealimentació o per assimilació deficient. Els aliments que es prenen diàriament ens proporcionen l'energia necessària per poder dur a terme les nostres activitats diàries. La manca o l'excés d'aliments pot provocar malalties. Al mateix temps als països més rics i d'altres mitjanament desenvolupats, l'obesitat s'ha incrementat tant que es considera un dels principals problemes per la salut de la població.
La malnutrició per assimilació deficient és la menys important de les tres causes de malnutrició i l'única en l'abast de la qual no hi tenen un paper preponderant factors socials i econòmics. El progrés de la medicina ha disminuït molt la incidència dels trastorns per assimilació deficient dels aliments.

## Causes socioestructurals

### Inseguretat alimentària

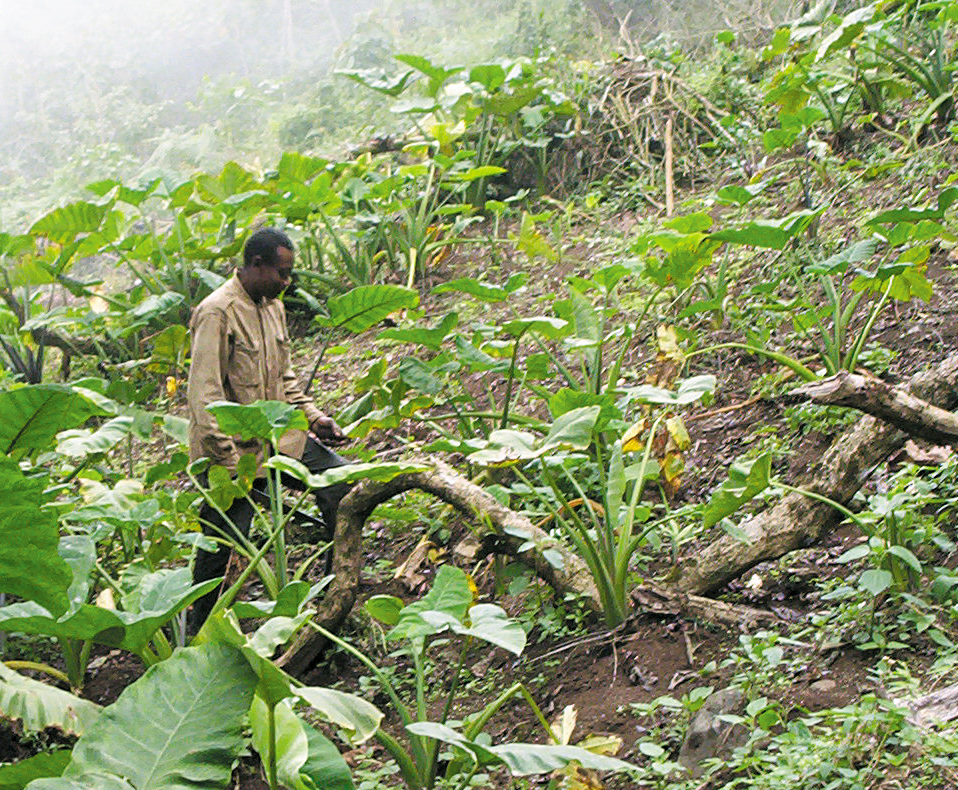
Com la majoria dels agricultors a l'Àfrica subsahariana, aquest camerunès conrea el terreny en un nivell qualitatiu que s'anomena agricultura de subsistència.

Una de les causes és la inseguretat alimentària de molts països i sectors de la població. El Banc Mundial i algunes nacions riques pressionen altres estats que depenen de les seves ajudes perquè redueixin o eliminin determinades accions en les quals es realitzen subvencions a l'agricultura, com per exemple els fertilitzants, argüint que cal aplicar les polítiques del lliure mercat, fins i tot quan existeixen accions per part dels governs dels Estats Units i d'Europa per a subvencionar generosament els seus propis agricultors. Molts, si no la majoria dels agricultors, són massa pobres per pagar els fertilitzants a preus de mercat, el que porta per una banda els baixos salaris en l'agricultura local i, per l'altra, uns preus dels aliments fora de l'abast de la població.

### Superpoblació
L'economista Thomas Malthus va observar com l'augment en la producció d'aliments és probable que es produeixi al llarg del temps amb una lenta progressió aritmètica, a causa de la llei de rendiments decreixents, mentre que el creixement de la població segueixi una evolució molt més ràpida, en progressió geomètrica, sent la causa de l'escassetat d'aliments i de fams. Aquest argument maltusians han estat refutats des de fa molt temps per diversos motius, però, això no obstant, ha servit com a teló de fons per a la comprensió de les causes de la malnutrició. El cultiu excessiu, el sobrepasturatge, i la desforestació condueixen a la desertificació o d'altre tipus de sòls empobrits que no poden acollir els cultius o l'alimentació del bestiar per a l'agricultura de subsistència, però aquesta situació només correspon a la malnutrició en alguns casos concrets. No es consideren, amb una visió més àmplia, les qüestions socials, com la influència política de la desigualtat. L'economista i filòsof Amartya Sen 1981 en el seu llibre Poverty and Famines: An Essay on Entitlement and Deprivation va més enllà dels arguments maltusians que la manca de producció d'aliments; ha demostrat que la fam i la malnutrició estaven més relacionats amb problemes de distribució d'aliments i del poder adquisitiu. Els drets d'una persona, segons Sen, són el paquet, el conjunt del mercat o de matèria primera que dins la societat una persona pot controlar utilitzant tots els seus drets i oportunitats, i la fam pot ser descrita com un col·lapse dels drets d'un determinat segment de la societat i la incapacitat de l'Estat per protegir aquests drets.
A més, la desnutrició pot provenir dels impactes de catàstrofes naturals, a partir dels resultats de conflictes i guerres, com l'impacte de la pandèmia de SIDA, com a conseqüència d'altres problemes de salut tals com malalties diarreiques o malalties cròniques, la manca de l'educació en matèria de nutrició adequada o una infinitat d'altres possibles factors.

### Canvi climàtic
Si tenim en compte que el 95% de tots els pobles desnodrits viuen en regions tropicals i subtropicals amb un clima relativament estable, el canvi climàtic és de gran importància per a la seguretat alimentària d'aquestes zones del planeta. Segons els últims informes del Grup Intergovernamental d'Experts sobre el Canvi Climàtic (GIECC), els augments de temperatura en aquestes regions són "molt probables". Fins i tot els petits canvis en la temperatura pot portar a una major freqüència de condicions meteorològiques extremes. Molts d'ells tenen un gran impacte sobre la producció agrícola i, per tant, sobre la nutrició de la població. Per exemple, la sequera de l'Àsia central dels anys 1998-2001, a l'Iran, va suposar un 80% de la pèrdua de bestiar i el 50% de la reducció en els cultius de blat i ordi. Unes dades semblants s'han presentat en altres països. Un augment dels fenòmens climàtics extrems, com les sequeres a regions del sud del Sàhara, tindrien unes conseqüències encara més greus en termes de situacions de malnutrició. Fins i tot, sense un augment dels fenòmens meteorològics extrems, un simple augment de la temperatura redueix la productivitat de moltes espècies de cultius, i també disminueix la seguretat alimentària en aquestes regions.

## Causes patogèniques

### Alimentació deficitària
- Desnutrició: Es produeix per la insuficiència de nutrients a causa d'una dieta inadequada o manca d'aliments. Aquesta malaltia és la causa principal de mort d'infants en els països en vies de desenvolupament.
- Malnutrició proteicoenergètica: deguts a la manca de proteïna dietètica i/o energia (calories):
  - Kwashiorkor: és una malaltia principalment d'infants causada per una deficiència de proteïnes.
  - Marasme: és una malaltia principalment de nadons causada per una deficiència d'un aport de calories suficient.
- Deficiències de vitamines: per exemple la malaltia del beri-beri.
- Anèmies deficitàries: ferropènica, megaloblàstica per deficiència de vitamina B₁₂ o de folat.

### Trastorns de comportament alimentari
Entre aquests trastorns:
- Anorèxia nerviosa: L'anorèxia nerviosa és un trastorn alimentari que es caracteritza per la privació voluntària de menjar i per la pèrdua excessiva de pes. Es caracteritza per una por intensa a guanyar pes i per una percepció distorsionada del propi cos, que fa que la persona que la pateix es vegi grassa fins i tot quan el seu pes està per sota del normal.
- Bulímia: La bulímia nerviosa és més freqüent que l'anorèxia nerviosa. És un trastorn alimentari que es caracteritza per grans preses incontrolables d'aliments seguides d'accions per a evitar l'efecte de la quantitat ingerida, com vòmits, l'ús de fàrmacs o l'exercici físic excessiu, de manera que el malalt sol mantenir el pes normal.

### Trastorns digestius o sistèmics
- Síndrome de malabsorció: En l'intestí prim per digestió inadequada, alteració del metabolisme de les sals biliars, defectes de la mucosa i obstrucció de les vies limfàtiques intestinals. Aquest és el cas de la malaltia celíaca amb intolerància al gluten.
- Malalties consumptives: En fases avançades que duen a la caquèxia. Malalties com càncer, tuberculosi, sida, etc.

### Sobrealimentació
- Obesitat: És un excés del greix corporal i, generalment, comporta un pes elevat i comporta risc per la salut. Les causes poden ser de tipus hereditari, o també poden ser degudes a trastorns alimentaris. Les causes més freqüents són el consum excessiu d'aliments energètics, especialment de greixos i dolços i una activitat física molt limitada.
- Hipervitaminosi. Normalment, és una conseqüència d'ingerir fàrmacs que contenen vitamines.

## Efectes
La desnutrició augmenta el risc d'infeccions i malalties infeccioses, per exemple, és un factor de risc important en l'inici de la tuberculosi activa. A les comunitats o àrees que no tenen accés a l'aigua potable, aquests riscos addicionals per a la salut tenen un problema crític. Una energia més baixa i deteriorament de la funció del cervell també representen l'espiral descendent de la desnutrició com les víctimes tenen menys capacitat per realitzar les tasques que necessiten per adquirir els aliments, obtenir un ingrés, o rebre educació.
| Nutrient              | Deficiència                                                                                               | Excés                                                                                     |
| --------------------- | --- | ----------------------------------------------------------------------------------------- |
| Energia dels aliments | Inanició, marasme                                                                                         | Obesitat, diabetis mellitus, Malaltia cardiovascular                                      |
| Monosacàrid           | cap | Diabetis mellitus, Obesitat                                                               |
| Polisacàrid           | cap | Obesitat                                                                                  |
| Àcid gras saturat     | baix nivell d'hormones sexuals                                                                            | Malaltia cardiovascular                                                                   |
| Àcid gras trans       | cap | Malaltia cardiovascular                                                                   |
| Àcid gras insaturat   | cap | Obesitat                                                                                  |
| Greix                 | La mala absorció de vitamines solubles en greix, Inanició del conill (Si la ingesta de proteïnes és alta) | Malaltia cardiovascular                                                                   |
| Greix Omega 3         | Malaltia cardiovascular                                                                                   | Sangria, hemorràgia                                                                       |
| Greix Omega 6         | cap | Malaltia cardiovascular, càncer                                                           |
| Colesterol            | cap | Malaltia cardiovascular                                                                   |
| Proteïna              | Kwashiorkor                                                                                               | Inanició del conill                                                                       |
| Sodi                  | Hipoproteinèmia                                                                                           | Hiperproteinèmia, hipertensió                                                             |
| Ferro                 | Anèmia | Cirrosi, cardiopatia                                                                      |
| Iode                  | Goll, hipotiroïdisme                                                                                      | Intoxicació per iode (goll, hipotiroïdisme)                                               |
| Vitamina A            | xeroftalmia i ceguesa nocturna, nivells baixos de testosterona                                            | Hipervitaminosi A (cirrosi, calvície)                                                     |
| Vitamina B1           | Beri-Beri                                                                                                 |                                                                                           |
| Vitamina B₂           | esquerdes a la pell i ulceració de la còrnia                                                              |                                                                                           |
| Vitamina B₃ (Niacina) | Pel·lagra                                                                                                 | Dispèpsia, arrítmia cardíaca, defectes de naixement                                       |
| Vitamina B₁₂          | Anèmia perniciosa                                                                                         |                                                                                           |
| Vitamina C            | Escorbut                                                                                                  | Diarrea que causa deshidratació                                                           |
| Vitamina D            | Raquitisme                                                                                                | Hipervitaminosi D (deshidratació, vòmit, constipació)                                     |
| Vitamina E            | Trastorns nerviosos                                                                                       | Hipervitaminosi E (anticoagulant: sagnat excessiu)                                        |
| Vitamina K            | Hemorràgia                                                                                                |                                                                                           |
| Calci                 | Osteoporosi, tetània, espasme carpopedi, espasme laringi, arrítmia cardíaca                               | Fatiga, depressió, confusió, anorèxia, nàusea, vòmit, constipació, pancreatitis, poliúria |
| Magnesi               | Hipertensió                                                                                               | Debilitat, nàusees, vòmits, dificultat respiratòria i hipotensió                          |
| Potassi               | Hipokalèmia, arrítmia cardíaca                                                                            | Hiperkalèmia, palpitacions                                                                |

### Deficiències psíquiques
La desnutrició, en la forma de la deficiència de iode, és "la causa prevenible més comuna de deteriorament mental a tot el món." Fins i tot la manca de iode moderada, especialment en les dones embarassades i lactants, redueix la intel·ligència de 10 a 15 CI punts (test d'intel·ligència), un potencial incalculable de desenvolupament per a qualsevol país. Els efectes més visibles i greus –goll, cretinisme i nanisme– afecten a una petita minoria, en general en els pobles de muntanya. Però un 16 per cent de la població mundial té almenys un goll lleu, una inflamació de la glàndula tiroide al coll.
La investigació indica que la millora de la consciència d'opcions de menjar nutritiu i l'establiment d'hàbits a llarg termini d'una alimentació sana té un efecte positiu en la capacitat cognitiva i la memòria espacial, el que podria augmentar d'un estudiant potencial per a processar i conservar informació acadèmica.
Algunes organitzacions han començat a treballar amb els mestres, els polítics, i va aconseguir els contractistes de servei d'aliments per al mandat de millorar el contingut nutricional i l'augment dels recursos nutritius a les cafeteries de l'escola des de la primària fins a les institucions de nivell universitari. La salut i la nutrició han demostrat tenir una estreta relació amb l'èxit escolar en general. Actualment, menys del 10% dels estudiants universitaris nord-americans informe que mengen les cinc porcions recomanades de fruites i verdures al dia. Una millor nutrició s'ha demostrat que tenir un impacte en el rendiment cognitiu i la memòria espacial, un estudi va mostrar que aquells amb nivells més alts de sucre en la sang es van exercir millor en proves de memòria certes condicions. En un altre estudi, els que van consumir iogurt obtingut millors resultats en el pensament de les tasques en comparació amb aquells que consumien cafeïna. refresc de dieta lliure o dolços. Les deficiències nutricionals s'han mostrat tenir un efecte negatiu en l'aprenentatge de conductes en els ratolins ja el 1951.
Cal destacar algunes afirmacions sobre la qüestió:
- "Un millor exercici d'aprenentatge s'associa amb efectes induïts per la dieta en l'aprenentatge i la capacitat de la memòria".[27] El "nexe entre nutrició i aprenentatge" demostra la correlació entre la dieta i l'educació i té aplicació en un entorn educatiu superior.
- S'ha trobat que els nens més ben alimentats s'exerceixen significativament millor a l'escola, en part pel fet que ingressen a l'escola abans i així tenen més temps per aprendre, però sobretot a causa d'una major productivitat d'aprenentatge per any d'escolaritat."[28]
- El 91% dels estudiants universitaris senten que estan en bon estat de salut, mentre que només el 7% mengen la seva ració diària recomanada de fruites i verdures.[23] L'educació nutricional és un model eficaç i viable en un entorn d'educació superior.[29][30] Models d'aprenentatge més "compromesos" que abasten la nutrició és una idea que està guanyant impuls en tots els nivells del cicle d'aprenentatge.[31] Hi ha poques investigacions disponibles que vincula directament d'un estudiant mitjana de qualificacions (GPA) per a la salut nutricional global. Altres dades de fons que es necessita per demostrar que la salut intel·lectual en general està estretament lligada a la dieta d'una persona, en lloc d'una altra fal·làcia de correlació.

Un suplement nutricional tractament pot ser adequat per a la depressió major, trastorn bipolar, l'esquizofrènia i el trastorn obsessiu-compulsiu, els quatre trastorns mentals més comuns als països desenvolupats. Els suplements que han estat més estudiades per a l'elevació de l'estat d'ànim i l'estabilització són l'àcid eicosapentaenoic i àcid docosahexaenoic (cadascun dels quals són un àcid gras omega-3 continguts en l'oli de peix, però no en l'oli de llinosa), vitamina B₁₂, àcid fòlic, i l'inositol.

### Mortalitat

Morts per deficiències nutricionals per milió de persones el 2012
0–4
5–8
9–13
14–23
24–34
35–56
57–91
92–220
221–365
366–1,207

Segons Jean Ziegler (Especial Relator de les Nacions Unides per al Dret a l'Alimentació, entre el 2000 i març de 2008), la mortalitat deguda a la malnutrició representà el 58% de la mortalitat total l'any 2006: "En el món, aproximadament 62 milions de persones moren cada any per tota mena de causes de mort. A tot el món, una de cada dotze persones està desnodrida. El 2006, més de 36 milions de persones van morir de fam o de malalties a causa de les deficiències en micronutrients.
Segons l'Organització Mundial de la Salut, la malnutrició és de llarg el major contribuent a la mortalitat infantil, present en la meitat dels casos. Els nadons nascuts amb poc pes i les restriccions de creixement internes dins l'úter causen 2,2 milions de morts infantils a l'any. Una pobre o inexistent lactància causen 1,4 milions de morts. Altres deficiències, com la falta de vitamina A i de zinc, per exemple, representen 1 milió de morts. La desnutrició en els dos primers anys és irreversible. Els nens desnodrits creixen amb una salut més dolenta i obtenen uns resultats educatius inferiors. Els seus propis fills també tendeixen a ser més petits. La desnutrició, prèviament, ja va ser considerada com un fet que agreuja els problemes de malalties com el xarampió, la pneumònia i la diarrea. En realitat la desnutrició causa malalties, i pot ser fatal en si mateixa.

## Epidemiologia
| sense dades <200 200–400 400–600 600–800 800–1000 1000–1200 | 1200–1400 1400–1600 1600–1800 1800–2000 2000–2200 >2200 |

Anys de vida ajustats per discapacitat de les deficiències nutricionals per cada 100.000 habitants, a l'any 2004. Les deficiències nutricionals inclouen: malnutrició proteicoenergètica, deficiència de iode, deficiència de vitamina A, i l'anèmia per deficiència de ferro.
sense dades
<200
200–400
400–600
600–800
800–1000
1000–1200
1200–1400
1400–1600
1600–1800
1800–2000
2000–2200
>2200

Hi havia 925 milions de persones desnodrides al món el 2010, un augment de 80 milions de dòlars des de 1990, tot i que el món ja produeix aliments suficients per alimentar a tots –uns 6.000 milions de persones– i que podria alimentar el doble –uns 12.000 milions de persones–.
| Any                                       | 1990 | 1995 | 2005 | 2008 |
| ----------------------------------------- | ---- | ---- | ---- | ---- |
| Les persones malnutrides al món (milions) | 843  | 788  | 848  | 923  |

| Any                                                              | 1970 | 1980 | 1990 | 2005 | 2007 |
| ---------------------------------------------------------------- | ---- | ---- | ---- | ---- | ---- |
| Percentatge de persones desnodrides en el món en desenvolupament | 37 % | 28 % | 20 % | 16 % | 17 % |

- De mitjana, una persona mor cada segon com a conseqüència directa o indirecta de malnutrició - 4.000 cada hora - 100.000 cada dia - 36 milions cada any -. 58% del total de defuncions (2001-2004 estimacions).[42][n. 5][43][n. 6][44][n. 7]
- De mitjana, un nen mor cada 5 segons com a conseqüència directa o indirecta de malnutrició - 700 cada hora - 16.000 cada dia - 6 milions cada any -. 60% de les morts infantils (2002-2008 estimacions).[45][n. 8][46][n. 9][47][n. 10][48][n. 11][49][n. 12]

Percentatge de la població afectada per la desnutrició per al país, segons les estadístiques de les Nacions Unides. El nombre de persones subnodrides (milions) en 2001-2003, segons la FAO, els països tenien 5 o més milions de persones desnodrides:
| País                            | Nombre de persones subnodrides (milions) |
| ------------------------------- | ---------------------------------------- |
| Índia                           | 217,05                                   |
| Xina                            | 154,0                                    |
| Bangladesh                      | 43,45                                    |
| República Democràtica del Congo | 37,0                                     |
| Pakistan                        | 35,2                                     |
| Etiòpia                         | 31,5                                     |
| Tanzània                        | 16,1                                     |
| Filipines                       | 15,2                                     |
| Brasil                          | 14,4                                     |
| Indonèsia                       | 13,8                                     |
| Vietnam                         | 13,8                                     |
| Tailàndia                       | 13,4                                     |
| Nigèria                         | 11,5                                     |
| Kenya                           | 9,7                                      |
| Sudan                           | 8,8                                      |
| Moçambic                        | 8,3                                      |
| Corea del Nord                  | 7,9                                      |
| Iemen                           | 7,1                                      |
| Madagascar                      | 7,1                                      |
| Colòmbia                        | 5,9                                      |
| Zimbabwe                        | 5,7                                      |
| Mèxic                           | 5,1                                      |
| Zàmbia                          | 5,1                                      |
| Angola                          | 5,0                                      |